# Def Leppard World Tour 2015
Def Leppard World Tour 2015 – trzynasta trasa koncertowa grupy muzycznej Def Leppard; w jej trakcie odbyły się 104 koncerty.

## Program koncertów
1. "Let’s Go" (grane od 4 października)
2. "Rock!Rock! Till You Drop" (grane od 18 listopada)
3. "Animal"
4. "Dangerous" (grane od 18 listopada)
5. "Let It Go" (grane od 20 kwietnia)
6. "Foolin'"
7. "Promises"
8. "Paper Sun"
9. "Love Bites"
10. "Armageddon It"
11. "Rock On"
12. "Two Steps Behind"
13. "Rocket"
14. "Bringin' On the Heartbreak"
15. "Switch 625"
16. "Hysteria"
17. "Let's Get Rocked"
18. "Pour Some Sugar on Me"

Bisy:
1. "Rock of Ages"
2. "Photograph"

## Lista koncertów
1. 15 kwietnia 2015 – Penticton, Kanada – South Okanagan Events Center
2. 17 kwietnia 2015 – Victoria, Kanada – Save on Foods Memorial Center
3. 18 kwietnia 2015 – Vancouver, Kanada – Pepsi Live at Rogers Arena
4. 20 kwietnia 2015 – Dawson Creek, Kanada – EnCana Events Centre
5. 22 kwietnia 2015 – Calgary, Kanada – Scotiabank Saddledome
6. 23 kwietnia 2015 – Edmonton, Kanada – Rexall Place
7. 25 kwietnia 2015 – Lethbridge, Kanada – Enmax Centre
8. 26 kwietnia 2015 – Regina, Kanada – Brandt Centre
9. 28 kwietnia 2015 – Saskatoon, Kanada – SaskTel Centre
10. 29 kwietnia 2015 – Winnipeg, Kanada – MTS Centre
11. 2 maja 2015 – Montreal, Kanada – Bell Centre
12. 4 maja 2015 – Ottawa, Kanada – TD Place Arena
13. 5 maja 2015 – London, Kanada – Budweiser Gardens
14. 17 maja 2015 – Wilno, Litwa – Siemens Arena
15. 19 maja 2015 – Warszawa, Polska – Hala Torwar
16. 22 maja 2015 – Ostrawa, Czechy – ČEŽ Arena
17. 23 maja 2015 – Praga, Czechy – O2 Arena
18. 25 maja 2015 – Stuttgart, Niemcy – Porsche Arena
19. 27 maja 2015 – Offenbach, Niemcy – Stadthalle Offenbach
20. 28 maja 2015 – Kolonia, Niemcy – Palladium
21. 30 maja 2015 – Esbjerg, Dania – Esbjerg Rock Festival
22. 2 czerwca 2015 – Oslo, Norwegia – Oslo Spektrum
23. 4 czerwca 2015 – Sölvesborg, Szwecja – Sweden Rock Festival
24. 6 czerwca 2015 – Tampere, Finlandia – Tampere South Park Festival
25. 20 czerwca 2015 – San Juan, Portoryko – José Miguel Agrelot Coliseum
26. 23 czerwca 2015 – Tampa, Floryda, USA – MidFlorida Credit Union Amphitheatre
27. 25 czerwca 2015 – West Palm Beach, Floryda, USA – Coral Sky Amphitheater
28. 27 czerwca 2015 – Birmingham, Alabama, USA – Oak Mountain Amphitheatre
29. 28 czerwca 2015 – Atlanta, Georgia, USA – Aaron's Amphitheatre
30. 30 czerwca 2015 – Charlotte, Karolina Północna, USA – PNC Music Pavillion
31. 2 lipca 2015 – Bristow, Wirginia, USA – Jiffy Lube Live
32. 3 lipca 2015 – Virginia Beach, Wirginia, USA – Farm Bureau Live
33. 5 lipca 2015 – Uncasville, Connecticut, USA – Mohegan Sun Arena
34. 7 lipca 2015 – Gilford, New Hampshire, USA – Bank of New Hampshire Pavillion at Meadowbrook
35. 9 lipca 2015 – Mansfield, Massachusetts, USA – Xfinity Center
36. 11 lipca 2015 – Bethel, Nowy Jork, USA – Bethel Woods Center for the Arts
37. 12 lipca 2015 – Darien, Nowy Jork, USA – Darien Lake Performings Arts Center
38. 14 lipca 2015 – Toronto, Kanada – Molson Canadian Amphitheatre
39. 15 lipca 2015 – Youngstown, Ohio, USA – Covelli Centre
40. 17 lipca 2015 – Clarkston, Michigan, USA – DTE Energy Music Theatre
41. 18 lipca 2015 – Oshkosh, Wisconsin, USA – Rock USA
42. 21 lipca 2015 – Mount Pleasant, Michigan, USA – Soaring Eagle Casino & Resort
43. 23 lipca 2015 – Wantagh, Nowy Jork, USA – Nikon at Jones Beach Theater
44. 24 lipca 2015 – Saratoga Springs, Nowy Jork, USA – Saratoga Performing Arts Center
45. 25 lipca 2015 – Holmdel, New Jersey, USA – PNC Bank Arts Center
46. 27 lipca 2015 – Paso Robles, Kalifornia, USA – Midstate Fair
47. 7 sierpnia 2015 – Sturgis, Dakota Południowa, USA – Buffalo Chip Campground
48. 8 sierpnia 2015 – Sioux Falls, Dakota Południowa, USA – Sioux Falls Arena
49. 10 sierpnia 2015 – Oklahoma City, Oklahoma, USA – Cheasapeake Energy Arena
50. 11 sierpnia 2015 – Kansas City, Missouri, USA – Starlight Theatre
51. 14 sierpnia 2015 – Sedalia, Missouri, USA – Missouri State Fair
52. 15 sierpnia 2015 – Des Moines, Iowa, USA – Iowa State Fair
53. 17 sierpnia 2015 – Cincinnati, Ohio, USA – Riverbend Music Center
54. 18 sierpnia 2015 – Nashville, Tennessee, USA – Bridgestone Arena
55. 21 sierpnia 2015 – Dallas, Teksas, USA – Gexa Energy Pavillion
56. 22 sierpnia 2015 – The Woodlands, Teksas, USA – Cynthia Woods Michelle Pavillion
57. 23 sierpnia 2015 – Austin, Teksas, USA – Austin360 Amphitheater
58. 25 sierpnia 2015 – Albuquerque, Nowy Meksyk, USA – Isleta Amphitheater
59. 26 sierpnia 2015 – Denver, Kolorado, USA – Pepsi Center
60. 27 sierpnia 2015 – Saint Paul, Minnesota, USA – Minnesota State Fair
61. 28 sierpnia 2015 – Grand Forks, Dakota Północna, USA – Alerus Center
62. 30 sierpnia 2015 – Noblesville, Indiana, USA – Klipsch Music Center
63. 1 września 2015 – Allentown, Pensylwania, USA – Great Allentown Fair
64. 3 września 2015 – Louisville, Kentucky, USA – KFC! Yum Center
65. 4 września 2015 – Maryland Heights, Missouri, USA – Hollywood Casino Amphitheatre
66. 5 września 2015 – Tinley Park, Illinois, USA – First Midwest Bank Amphitheatre
67. 16 września 2015 – Auburn, Michigan, USA – White River Amphitheatre
68. 17 września 2015 – Ridgefield, Waszyngton, USA – Sleep County Amphitheater
69. 19 września 2015 – Mountain View, Kalifornia, USA – Shoreline Amphitheatre
70. 20 września 2015 – Inglewood, Kalifornia, USA – The Forum
71. 22 września 2015 – Chula Vista, Kalifornia, USA – Sleep Train Amphitheatre
72. 23 września 2015 – Phoenix, Arizona, USA – Ak-Chin Pavilion
73. 25 września 2015 – Albuquerque, Nowy Meksyk, USA – Isleta Amphitheatre
74. 26 września 2015 – Denver, Kolorado, USA – Pepsi Center
75. 28 września 2015 – West Valley City, Utah, USA – USANA Amphitheatre
76. 30 września 2015 – Spokane, Waszyngton, USA – Spokane Arena
77. 2 października 2015 – Bozeman, Montana, USA – Brick Breeden Fieldhouse
78. 4 października 2015 – Bismarck, Dakota Północna, USA – Bismarck Civic Center
79. 5 października 2015 – Saint Paul, Minnesota, USA – Xcel Energy Center
80. 7 października 2015 – Moline, Illinois, USA – iWireless Center
81. 9 października 2015 – Tulsa, Oklahoma, USA – BOK Center
82. 10 października 2015 – Wichita, Kansas, USA – Intrust Bank Arena
83. 11 października 2015 – Lincoln, Nebraska, USA – Pinnacle Bank Arena
84. 14 października 2015 – Columbus, Ohio, USA – The Schottenstein Center
85. 16 października 2015 – Columbia, Karolina Południowa, USA – Colonial Life Arena
86. 17 października 2015 – Jacksonville, Floryda, USA – Jacksonville Veterans Memorial Coliseum
87. 9 listopada 2015 – Tokio, Japonia – Nippon Budōkan
88. 10 listopada 2015 – Osaka, Japonia – Orix Theater
89. 12 listopada 2015 – Nagoja, Japonia – Zepp Nagoya
90. 13 listopada 2015 – Sendai, Japonia – Sun Plaza Hall
91. 17 listopada 2015 – Sydney, Australia – Sydney Entertainment Centre
92. 18 listopada 2015 – Melbourne, Australia – Rod Laver Arena
93. 21 listopada 2015 – Perth, Australia – Red Hill Auditorium
94. 24 listopada 2015 – Singapur, Suntec Singaore Convention & Exhibition Centre
95. 6 grudnia 2015 – Dublin, Irlandia – 3Arena
96. 7 grudnia 2015 – Belfast, Irlandia Północna – Odyssey Arena
97. 8 grudnia 2015 – Newcastle upon Tyne, Anglia – Metro Radio Arena
98. 10 grudnia 2015 – Glasgow, Szkocja – The SSE Hydro
99. 12 grudnia 2015 – Birmingham, Anglia – Genting Arena
100. 13 grudnia 2015 – Nottingham, Anglia – Capital FM Arena
101. 15 grudnia 2015 – Manchester, Anglia – Manchester Arena
102. 16 grudnia 2015 – Cardiff, Walia – Motorpoint Arena Cardiff
103. 18 grudnia 2015 – Londyn, Anglia – Wembley Arena
104. 19 grudnia 2015 – Sheffield, Anglia – Motorpoint Arena Sheffield